# Andriej Siemionow (zawodnik MMA)
Andriej Władimirowicz Siemionow, ros. Андрей Владимирович Семёнов (ur. 17 czerwca 1977 w Kineszmie) – rosyjski zawodnik mieszanych sztuk walki (MMA). Mistrz Świata M-1 MFC w wadze średniej z 2002. Były zawodnik m.in. Ultimate Fighting Championship oraz PRIDE Fighting Championships.

## Kariera MMA
W MMA zadebiutował 14 lutego 1998, na turnieju M-1 MFC. W kwietniu 1999, wygrał turniej mistrzowski M-1, pokonując Amara Sułojewa i Darrela Gholara. Rok później zwyciężył w kolejnym, zdobywając tytuł Mistrza Europy. 27 maja 2000, doszedł do finału prestiżowego brazylijskiego turnieju World Vale Tudo Championship, ulegając w ostatnim pojedynku, w rewanżu Sułojewowi. Jeszcze w listopadzie, tego samego roku, wygrał ponownie międzynarodowy turniej M-1.
7 października 2001, poddał Holendra Dave’a Dalgliesha zdobywając tytuł Mistrza Europy Too Hot Too Handle. W 2002, wyjechał do Stanów, tocząc dla Ultimate Fighting Championship dwa pojedynki - zwycięski nad Ricardo Almeidą (UFC 35) oraz przegrany z Ivanem Salaverrym (UFC 37).
W 2002, wrócił do kraju, tocząc zwycięski pojedynek z Curtisem Stoutem na M-1 MFC - Russia vs. the World 4. Stawką pojedynku było Mistrzostwo Świata M-1 wagi średniej. Po dwóch remisowych starciach w 2003 z Mikiem Pyle’em i Denisem Kangiem, 9 października 2004, wygrał Grand Prix wagi średniej M-1, pokonując jednego wieczoru, trzech rywali m.in. Martina Kampmanna. 17 lipca 2005, na gali PRIDE Bushido 8, przegrał w rewanżu z Kangiem na punkty.
W latach 2006–2007, związany był głównie z Bodog Fight, notując bilans 2-2 (przegrana m.in. z Jorge Santiago). Po trzyletniej przerwie od startów, wrócił do M-1 Global, tocząc w ciągu trzech następnych lat trzy zwycięskie pojedynki.

## Osiągnięcia[1]
- 1999: M-1 MFC - World Championship - 1. miejsce w turnieju
- 1999: M-1 MFC - Russia Open Tournament - 1. miejsce w turnieju i tytuł Mistrza Rosji
- 2000: M-1 MFC - European Championship - 1. miejsce w turnieju i tytuł Mistrza Europy
- 2000: World Vale Tudo Championship 11 - finalista turnieju
- 2000: M-1 MFC - World Championship - 1. miejsce w turnieju i tytuł Mistrza Świata
- 2001: Mistrz Europy Too Hot Too Handle (2H2H)
- 2002: Mistrz Świata M-1 w wadze średniej
- 2004: M-1 MFC: Middleweight Grand Prix - 1. miejsce w turnieju wagi średniej